# BC4 Bay 12

Zeichnung zum Wagen nach Blatt 086

Die bayerischen BC4 Bay 12 waren vierachsige Abteilwagen für Schnell- und Reisezüge, die noch in der klassischen Holzbauweise gebaut wurden. Sie hatten im Wagenverzeichnis der K.Bay.Sts.B. von 1913 die Blatt-Nr. 086 und waren ursprünglich als 3-Klassen-Wagen des Typs ABCC gebaut worden.

## Geschichte
Mit dem vermehrten Aufkommen der überregionalen Reise- und Schnellzüge im ersten Jahrzehnt nach 1900 mussten sich auch die bayerischen Eisenbahnen damit auseinandersetzen, entsprechende Wagentypen für diese Zuggattungen zur Verfügung stellen zu können. Auch der mit den benachbarten Bahnen vereinbarte Wagenausgleich veranlasste die Königlich Bayerischen Staatseisenbahnen dazu, ebenfalls Wagen für den gehobenen Reisezugverkehr zu beschaffen.

## Beschaffung
Nach einer ersten Beschaffungsserie zwischen 1904 und 1906 – siehe den BC4 Bay 04 nach Blatt 085 – kam es 1912 zu einer Nachbeschaffung von insgesamt 10 Wagen des gleichen Typs nach Blatt 086, allerdings mit dem verlängerten Drehgestell mit 3.500 mm Achsstand. Diese hatten in der Auslieferversion die Gattung ABCC. Nach Abschaffung der 1. Klasse im Jahr 1921 für Wagen des Bezirksverkehrs wurde das Abteil der 1. Klasse unter Beibehaltung der Sitzaufteilung in eines der 2. Klasse umgewandelt und die Wagen wurden zur Gattung BC4.

## Verbleib
Insgesamt zwei Wagen mussten nach dem Ersten Weltkrieg als Reparationsleistungen abgegeben werden. Für vier Wagen lässt sich der Verbleib nach 1945 nicht mehr nachweisen. Bis 1957 wurde dann auch von der DB der letzte Wagen ausgemustert.

## Konstruktive Merkmale

### Untergestell
Rahmen: genietete Walzprofile. Die äußeren Längsträger hatten einen U-förmigen Querschnitt. Zur Unterstützung des Wagenkastens auf Grund des großen Drehzapfenabstandes wurde ein Sprengwerk aus Profilen und Säulenständern in der Ebene der äußeren Längsträger eingebaut.
Zugeinrichtung: Schraubenkupplungen, die Zugstange war durchgehend und mittig gefedert.
Stoßeinrichtung: Die ursprünglichen Stangenpuffer wurden später durch Hülsenpuffer ersetzt.

### Laufwerk
Als Laufwerk kamen die verlängerten Drehgestelle bayerischer Regelbauart mit 3.500 mm Radstand zur Anwendung. Diese besaßen einen aus Blechen und Winkeln zusammengenieteten Rahmen. Gelagert waren die Achsen in Gleitachslagern. Die Räder hatten Speichenradkörper.
Als Bremsen kamen Druckluftbremsen des Systems Westinghouse zum Einsatz. Außerdem gab es noch an einem Wagenende eine Handspindelbremse.

### Wagenkasten
Rohbau: Wagenkastengerippe aus Holz, außen mit Blech und innen mit Holz verkleidet. Seitenwände an den Unterseiten leicht eingezogen, Tonnendach. Kein Übergang an den Stirnseiten. Durchgehende seitliche Laufbretter mit Anhaltestangen. Wegen des großen Drehzapfenabstands erhielten die Wagenkästen eine Unterstützung durch aus Profilen und nachspannbaren Stangen gebildeten Sprengwerk in der Ebene der äußeren Längsträger.
Innenraum: ein Abteil der 1. Klasse, zwei Abteile der 2. Klasse und sechs Abteile der 3. Klasse. Insgesamt fünf Toiletten mit Waschgelegenheiten. Durch seitliche Durchgänge konnte man von jedem Abteil eine der Toiletten erreichen. Die erste und zweite Klasse hatten Polstersitze, die Abteile der 3. Klasse hölzerne Sitzbänke. Die Abteile der 1. Klasse hatten eine Breite von 2.120 mm, die der 2. Klasse von 2.020 mm und die der 3. Klasse von 1.580 mm.
Heizung: Die Fahrzeuge verfügten über eine Dampfheizung.
Lüftung: statische Lüfter auf dem Dach über den Aborten.
Beleuchtung: Ursprünglich erfolgte die Beleuchtung durch Gasglühlichter, der Vorratsbehälter hing in Wagenlängsrichtung am Rahmen. Später teilweise elektrische Beleuchtung.

## Wagennummern
| 1912 | MAN |          | 1 466 Mü | X          |            |           |         | 11/1919  |                        | 4 | E |  | A, Wsbr | G | D | 5 | 5 | 14 | 47 |  |  |  |
| 1912 | MAN | 1 467 Mü |          | 61 011 Mü  | 30 958 Mü  |           | ? 1945  | München  |                        | 4 | E |  | A, Wsbr | G | D | 5 | 5 | 14 | 47 |  |  |  |
| 1912 | MAN | 1 468 Mü |          | 61 012 Mü  | 30 957 Au  | 30 957 Au | 02/1951 | Kempten  | Altschadwagen          | 4 | E |  | A, Wsbr | G | D | 5 | 5 | 14 | 47 |  |  |  |
| 1912 | MAN | 1 469 Mü |          | 61 013 Mü  | 30 959 Mü  | 30 959 Mü | 01/1951 | München  | Altschadwagen          | 4 | E |  | A, Wsbr | G | D | 5 | 5 | 14 | 47 |  |  |  |
| 1912 | MAN | 1 470 Mü |          | 61 014 Mü  | 30 960 Mü  |           | ? 1945  | München  |                        | 4 | E |  | A, Wsbr | G | D | 5 | 5 | 14 | 47 |  |  |  |
| 1912 | MAN | 1 471 Mü |          | 61 015 Mü  | 30 961 Mü  |           | ? 1945  | München  |                        | 4 | E |  | A, Wsbr | G | D | 5 | 5 | 14 | 47 |  |  |  |
| 1912 | MAN | 1 472 Mü |          | 61 016 Mü  | 30 962 Mü  | 30 392 Mü | 11/1957 | München  | bei der DB als C4Bay12 | 4 | E |  | A, Wsbr | G | D | 5 | 5 | 14 | 47 |  |  |  |
| 1912 | MAN | 1 473 Mü |          | 61 017 Mü  | 30 963 Mü  |           | ? 1945  | München  |                        | 4 | E |  | A, Wsbr | G | D | 5 | 5 | 14 | 47 |  |  |  |
| 1912 | MAN | 1 474 Wü | X        |            |            |           | 11/1919 |          |                        | 4 | E |  | A, Wsbr | G | D | 5 | 5 | 14 | 47 |  |  |  |
| 1912 | MAN | 1 475 Wü |          | 61 001 Wür | 30 964 Wür |           | 10/1948 | Hannover | Altschadwagen          | 4 | E |  | A, Wsbr | G | D | 5 | 5 | 14 | 47 |  |  |  |

Quelle: